# Zdeněk Miler
Zdeněk Miler (ˈzdɛɲɛk ˈmɪlɛr) (Kladno, 1921. február 21. – Nová Ves pod Pleší, 2011. november 30.) cseh rajzfilmkészítő és illusztrátor, legjobban a Kisvakond (eredeti nyelven Krtek vagy Krteček) kalandjairól szóló filmek és könyvek szerzőjeként vált ismertté.

## Kezdeti évek
Miler az akkori Csehszlovákia fővárosától, Prágától nyugatra fekvő Kladnóban született. Részben Csehszlovákia náci megszállása miatt választotta az animátori pályát. Részt vett a Jan Opletal halála miatti tiltakozásokban, ami egyetemek és főiskolák bezárásához vezetett. A koncentrációs tábort csak úgy kerülhette el, hogy rajzfilmesként kezdett dolgozni.
Már gyermekként is szívesen festett, és a hobbiját a prágai nemzeti grafikusképzőben fejlesztette tovább 1936-tól. Később a Képzőművészeti Főiskolán (uměleckoprůmyslová škola Praha) tanult. 1942-ben kezdett dolgozni a zlíni Baťa filmstúdióban, ahol megismerkedett az animációs filmek készítéséhez elengedhetetlen szakmai fogásokkal. A második világháború után a Bratři v triku rajzfilmstúdiónál kezdett dolgozni segédrajzolóként, majd szerzőként és rendezőként. Később a cég vezetője lett.

## Kisvakond

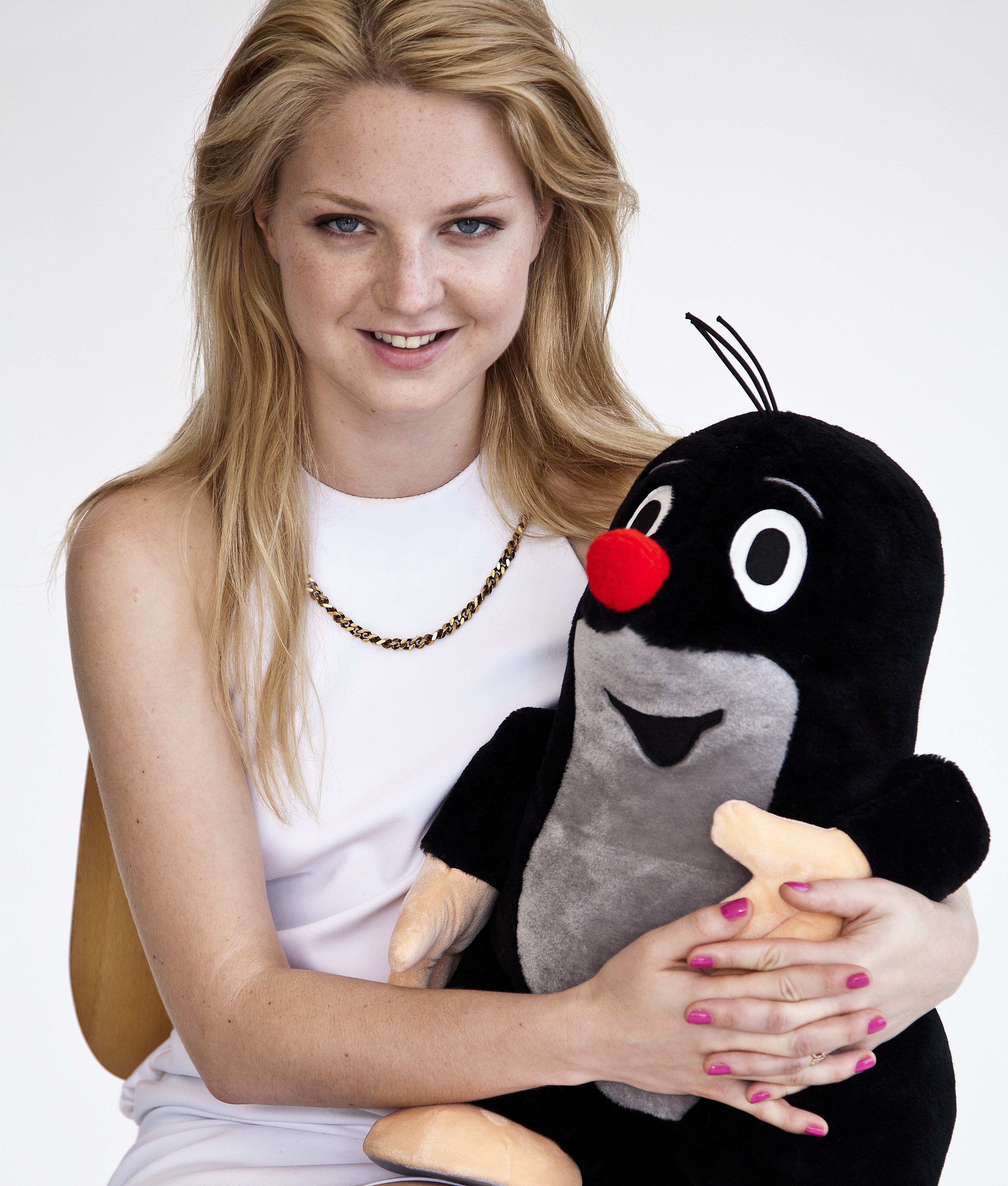
Karolína Milerová, az író unokája és a Kisvakond

Miler nagyjából 70 filmet készített, ezek közül 50-ben a főszereplő a leghíresebb alkotása: egy kicsi vakond. Az ötlet 1956-ból származott, amikor felkérést kaptak egy gyerekeknek szóló oktatófilm elkészítésére. A felkínált forgatókönyvvel nem volt elégedett, és az erős Walt Disney filmes befolyás alapján elkezdett egy állatfigurát keresni a történet főhősének. Később azt mesélte, hogy a vakond figurája egy vakondtúrásra lépésnek volt köszönhető egy sétája során. Az első film, melyben a Kisvakond szerepelt „A Kisvakond nadrágja” („Jak krtek ke kalhotkám přišel”) címet kapta, és a Velencei Nemzetközi Filmfesztiválon Ezüst Oroszlánt nyert.
Kezdetben a Kisvakond beszélt, azonban Miler azt szerette volna, ha a filmjeit a gyerekek minden országban meg tudják érteni, és lányával, aki a hangokat kölcsönözte, kialakított egy érzelmeket és érzékelést sugalló, nem szövegszerű hangokból álló módszert. A lánya egyben az első közönsége is volt: ő volt, aki először láthatta a filmeket, és Miler így tudta felmérni, hogy a mesék üzenetei milyen hatást váltanak ki a gyerekekben.
A kis vakond már a kezdetektől hatalmas sikert ért el Csehszlovákiában, Kelet-Európában és Németországban, napjainkra több mint 80 országban ismertté vált.

## Egyéb filmjei

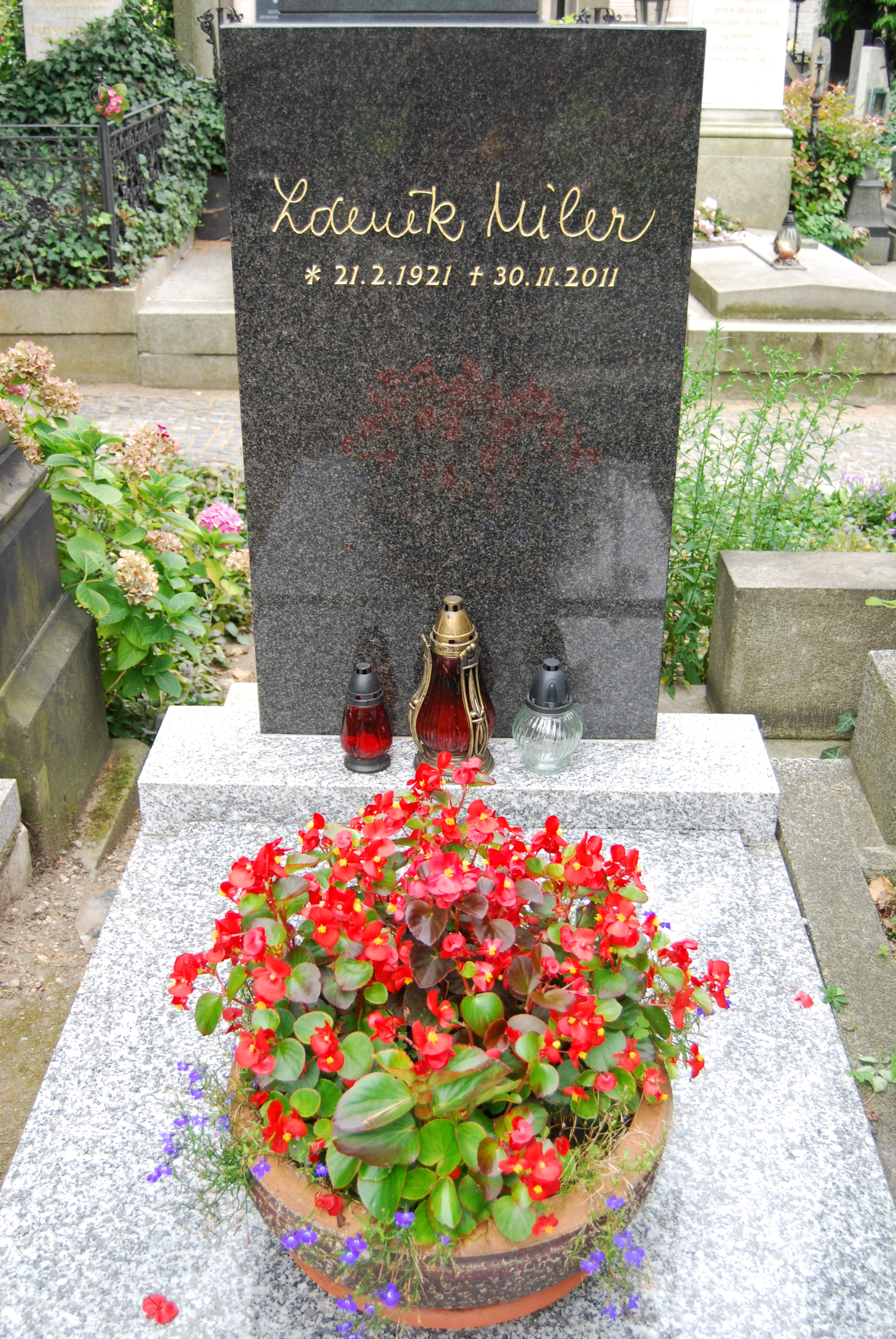
Zdenek Miler síremléke a Vysehrad temetőben, Prágában

- The Millionaire Who Stole The Sun (1948) (O milionáři, který ukradl slunce)
- Měsíční pohádka. 1958 (A moon history)
- Jak štěňátko dostalo chuť na med. 1960 (How the Puppy wanted Honey)
- O štěňátku. 1960 (About the small puppy)
- Jak štěňátko chtělo malé pejsky. 1960 (How the puppy wanted small dogs)
- Jak sluníčko vrátilo štěňátku vodu. 1960 (How the sun returned the water to the small puppy)
- O nejbohatším vrabci ve světě. 1961 (About the world's richest)
- Rudá stopa. 1963 (The red trace)
- O Čtverečkovi a Trojúhelníčkovi. 1963 (About the small square and the small triangle)
- Sametka. 1967 (The Velvet Caterpillar)
- Romance helgolandská. 1977 (A Helgoland romance)
- Cvrček a stroj. 1977 (The cricket and the machine)
- Cvrček a pavouk. 1977 (The cricket and the spider)
- Cvrček a housličky. 1978 (The cricket and the violin)
- Cvrček a slepice. 1978 (The cricket and the chicken)
- Cvrček a pila. 1978 (The cricket and the saw)
- Cvrček a bombardón. 1978 (The cricket and the bombardone)
- Cvrček a basa. 1979 (The cricket and the contrabass)

## Magyarul
- A vakond nadrágja és más történetek; szöveg Z. Miler, I. Herciková, E. Petiška, ford. Fazekas Anna; Artia–Móra, Prága–Bp., 1969
- A világ leggazdagabb verebe és más történetek; szöveg E. Ludvik et al., ford. Donászy Magda, ill. F. Freiwillig, J. Kábrt, Z. Miler; Móra, Bp., 1971
- A kíváncsi kiskutya; szöveg Iva Herciková, ford. Bojtár Endre, Fazekas Anna; Olympia–Móra, Bratislava–Bp., 1973
- Volt egyszer egy vakond; szöveg Eduard Petiška, ford. P. Olexo Anna; Bratislava, Madách; Bp.. Móra, 1981
- A vakond és társai a városban; szöveg J. A. Novotný, ford. Cséfalvay Eszter; Madách–Móra, Bratislava–Bp., 1990
- A vakond és a vízözön; szöveg Varga Erzsébet; Madách, Pozsony, 1992
- A vakond és a sas; szöveg Hana Doskočilová, ford. Balázs Andrea; Helikon–Albatros, Bp.–Praha, 1997
- Vakond a városban; szöveg J. A. Novotný, ford. Cséfalvay Eszter; Helikon–Albatros, Bp.–Praha, 1997
- A vakond télen; szöveg Hana Doskočilová, ford. Balázs Andrea; Helikon–Albatros, Bp.–Praha, 1998
- A vakond és a zöld csillag; szöveg Hana Doskočilová, ford. Cséfalvay Eszter; Helikon–Albatros, Bp.–Praha, 1998
- A vakond autója; szöveg Eduard Petiška, ford. Balázs Andrea; Helikon–Albatros, Bp.–Praha, 1999
- A kisvakond segít az egérnek; ford. Húsvéti Árpád; Egmont Hungary, Bp., 1999
- Hogyan gyógyította meg a vakond a kisegeret; szöveg Hana Doskočilová, ford. Balázs Andrea; Helikon–Albatros, Bp.–Praha, 1999
- A kisvakond megmenti a nyuszit; ford. Húsvéti Árpád; Egmont Hungary, Bp., 1999
- A vakond nadrágja; szöveg Eduard Petiška, ford. Balázs Andrea; Helikon–Albatros, Bp.–Praha, 1999
- A vakond és az űrhajó; ford. Balázs Andrea; Helikon–Albatros, Bp.–Praha, 2000
- A vakond télen; Hana Doskočilová, ford. Balázs Andrea; Helikon–Albatros, Bp.–Praha, 2001
- A vakond és a sas; szöveg Hana Doskočilová, ford. Balázs Andrea; Móra–Albatros, Bp.–Praha, 2002
- Vakond a városban; szöveg J. A. Novotný, ford. Cséfalvay Eszter; Móra–Albatros, Bp.–Praha, 2002
- A vakond és a nyuszimama; szöveg Hana Doskočilová, ford. Balázs Andrea; Helikon–Albatros, Bp.–Praha, 2002
- A kisvakond és a mackók; ford. Balázs Andrea; Móra, Bp., 2003
- Vakond és a televízió; szöveg Hana Doskočilová, ford. Balázs Andrea; Móra, Bp., 2004
- A világ leggazdagabb verebe; szöveg Eduard Petiška, ford. Zádor Margit; Móra, Bp., 2005
- A vakond ernyője; ötlet, szöveg Hana Doskočilová, ford. Balázs Andrea; Móra–Albatros, Bp.–Praha, 2005
- A kisvakond és az egér karácsonya; szöveg Jiři Žaček, ford. Romhányi Ágnes; Móra, Bp., 2006
- A beteg hangya; ford. Romhányi Ágnes; Móra, Bp., 2006
- A kisvakond és a tavasz; szöveg Kateřina Lovis, Hana Doskočilová, ford. Balázs Andrea; Móra, Bp., 2006
- Utazzunk a vakonddal!; rejtvények, találós kérdések Ondrej Müller és Irena Tatí̌cková, ford. Balázs Andrea; Móra, Bp., 2007
- A kisvakond és az ősz; Hana Doskočilová, ford. Balázs Andrea; Móra, Bp., 2007
- A kisvakond és a tél; szöveg Hana Doskočilová, ford. Balázs Andrea; Móra, Bp., 2007
- Rajzoljunk a vakonddal!; összeáll. Ondřej Müller, Irena Tatíčova, ford. Balázs Andrea; Móra, Bp., 2008
- A vakond és a hóember; szöveg Hana Doskočilová, ford. Balázs Andrea; Móra, Bp., 2008
- Játsszunk a vakonddal!; összeáll. Ondřej Müller, Irena Tatíčova, ford. Balázs Andrea; Móra, Bp., 2008
- Versenyezzünk a vakonddal!; összeáll. Ondřej Müller, Irena Tatíčková, ford. Balázs Andrea; Móra, Bp., 2008
- A kíváncsi kutyus; szöveg Iva Hercíková, ford. Balázs Andrea; Móra, Bp., 2008
- Nagy mesekönyv. Zdeněk Miler és a kisvakond; szöveg Hana Doskočilová, ford. Balázs Andrea, versford. Rab Zsuzsa, Romhányi Ágnes, Nemes István; Móra, Bp., 2009
- A vakond és a karácsony; szöveg Hana Doskočilová, ford. Balázs Andrea; Móra, Bp., 2009
- A vakond és az évszakok; Hana Doskočilová, angol ford. Mike and Tereza Baugh, ford. Balázs Andrea, átdolg. Varró Dániel; Móra, Bp., 2011
- A kíváncsi kutyus és a lépes méz; szöveg Iva Hercíková, ford. Balázs Andrea; Móra, Bp., 2012
- A vakond és a halacska; ford. Balázs Andrea; Móra, Bp., 2013
- Törd a fejed kisvakonddal! Színezz és ragassz!; Móra, Bp., 2015
- A kíváncsi kutyus kalandjai; szöveg Iva Hercíková, ford. Balázs Andrea; Móra, Bp., 2016
- A kisvakond órája; Móra, Bp., 2016

### Lapozó, leporelló, kifestő, foglalkoztató, színező, matricás, kirakós, mágneses

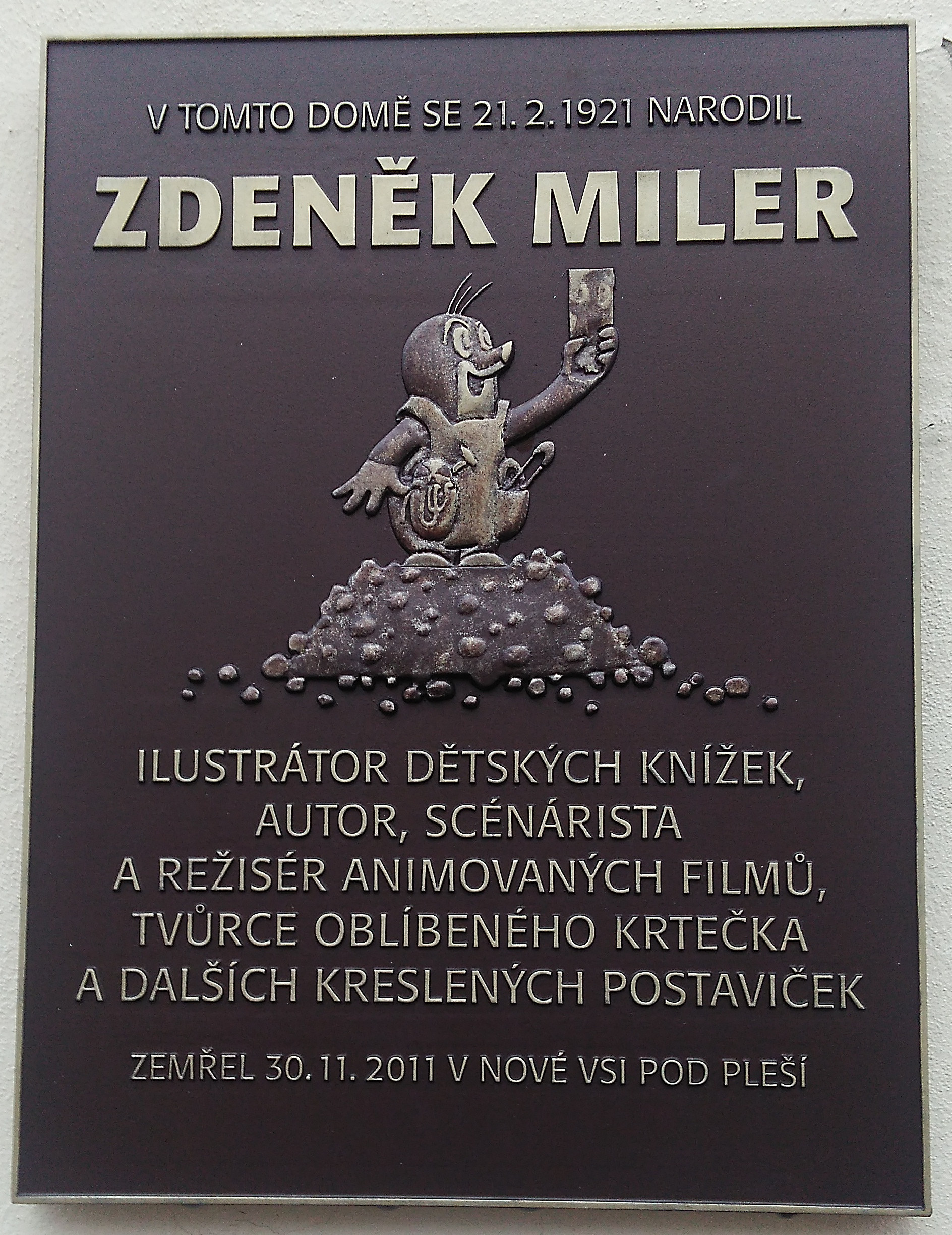
Emléktábla a kladnói szülőházon

- Kisvakond reggeltől estig; Móra, Bp., 2004 [lapozó]
- A kisvakond iskolába megy; szöveg Michal Černík, Balázs Andrea fordítása nyomán versbe szedte Kántor Zsolt; Móra, Bp., 2005 [lapozó]
- A kisvakond utazik; szöveg Josef Brukner, Balázs Andrea fordítása alapján versbe szedte Kántor Zsolt; Móra, Bp., 2005 [lapozó]
- A kisvakond és az árvíz; ford. Balázs Andrea; Móra, Bp., 2005 [lapozó]
- A kisvakond és a nyuszi; ford. Balázs Andrea; Móra, Bp., 2005 [lapozó]
- A vidám Pöfivonat; szöveg Jan Čarek, ford. Romhányi Ágnes; Móra, Bp., 2006 [lapozó]
- Kisvakond. Kifestőkönyv; Móra, Bp., 2006 [kifestőkönyv]
- A kisvakond és a nyár; szöveg Hana Doskočilová, ford. Balázs Andrea; Móra, Bp., 2006 [leporelló]
- A kisvakond és a színek; szöveg Jiří Žáček, ford. Balázs Andrea; Móra, Bp., 2007 [lapozó]
- A kisvakond és a számok; szöveg Jiří Žáček, Balázs Andrea fordítását versbe szedte Lackfi János; Móra, Bp., 2008 [lapozó]
- A kisvakond az állatkertben; szöveg Jiří Žáček, Balázs Andrea fordítását versbe szedte Nemes István; Móra, Bp., 2008 [lapozó]
- Kisvakond ábécéje; szöveg Romhányi Ágnes; Móra, Bp., 2009 [lapozó]
- A kisvakond így meg úgy; szöveg Jiří Žáček, ford. Balázs Andrea; Móra, Bp., 2010 [lapozó]
- A kisvakond zenekara. 20 mágnesfigurával; szöveg Kovács Zsanett; Móra, Bp., 2010 (Móra mágneskönyvek. Lapozó)
- A kisvakond és barátai. 24 mágnesfigurával; szöveg, Kovács Zsanett; Móra, Bp., 2010 (Móra mágneskönyvek. Lapozó)
- A kisvakond dolgozik. 24 mágnesfigurával; szöveg Kovács Zsanett; Móra, Bp., 2010 (Móra mágneskönyvek. Lapozó)
- A kisvakond közlekedik. 20 mágnesfigurával; szöveg Kovács Zsanett; Móra, Bp., 2012 (Móra mágneskönyvek. Lapozó)
- Egy hét a kisvakonddal; szöveg Michal Černík, ford. Varró Dániel; Móra, Bp., 2012 [leporelló]
- Versenyezzünk a vakonddal! Matricákkal; összeáll. Ondřej Müller, Irena Tatíčková, ford. Balázs Andrea; Móra, Bp., 2013
- Nagy csúszkálás a kisvakonddal; ford. Dávid Ádám; Móra, Bp., 2016 [lapozó]
- Kukucskálás a kisvakonddal; ford. Dávid Ádám; Móra, Bp., 2016 [lapozó]
- A kisvakond játszik. Kirakóskönyv. 5 kirakó; Móra, Bp., 2016 [lapozó]
- A kisvakond ceruzaforgatója. Foglalkoztatófüzet; Móra, Bp., 2016
- A kisvakond játszik. Rajzolj, vágj, hajtogass! Foglalkoztatókönyv; ford. Dávid Ádám; Móra, Bp., 2016
- A kisvakond játszik. Nagy színezőkönyv; Móra, Bp., 2016
- A kisvakond születésnapja. Matricás színezőkönyv; Móra, Bp., 2016
- A kisvakond sürög-forog. Matricás színezőkönyv; Móra, Bp., 2016
- Kisvakond színezőkönyv nyomdakészlettel. Játssz és nyomdázz!; Móra, Bp., 2017